# Trybularz

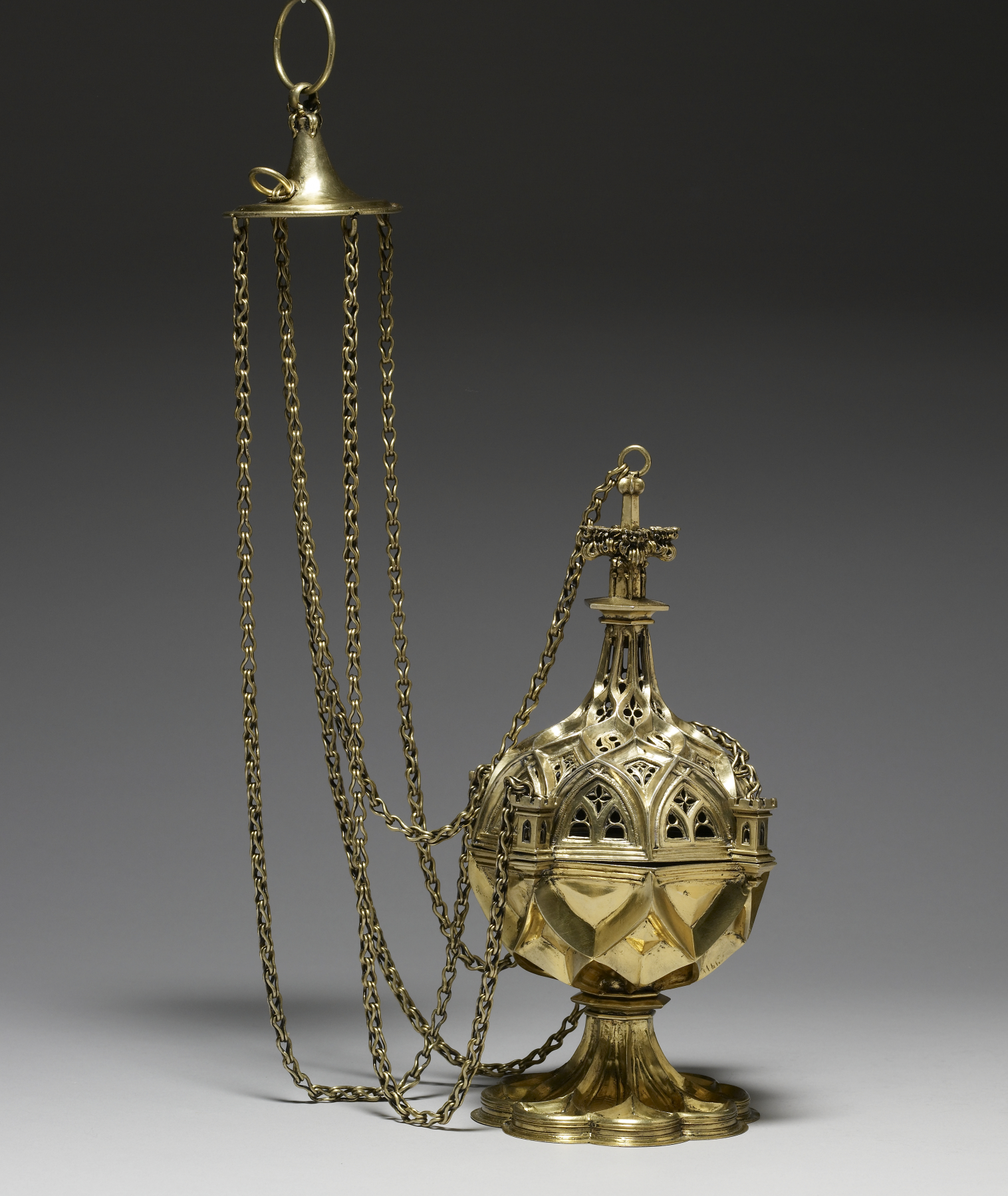
Odrestaurowany gotycki trybularz

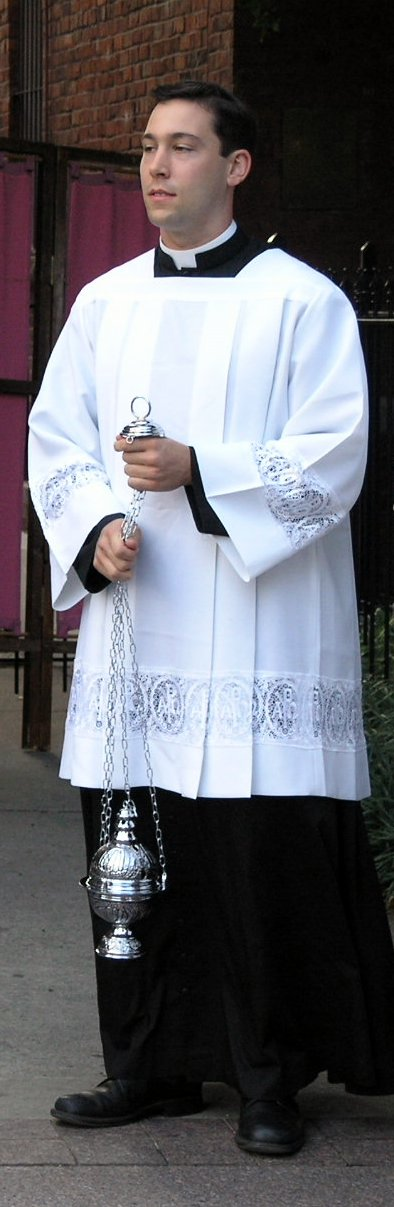
Kleryk z kadzielnicą

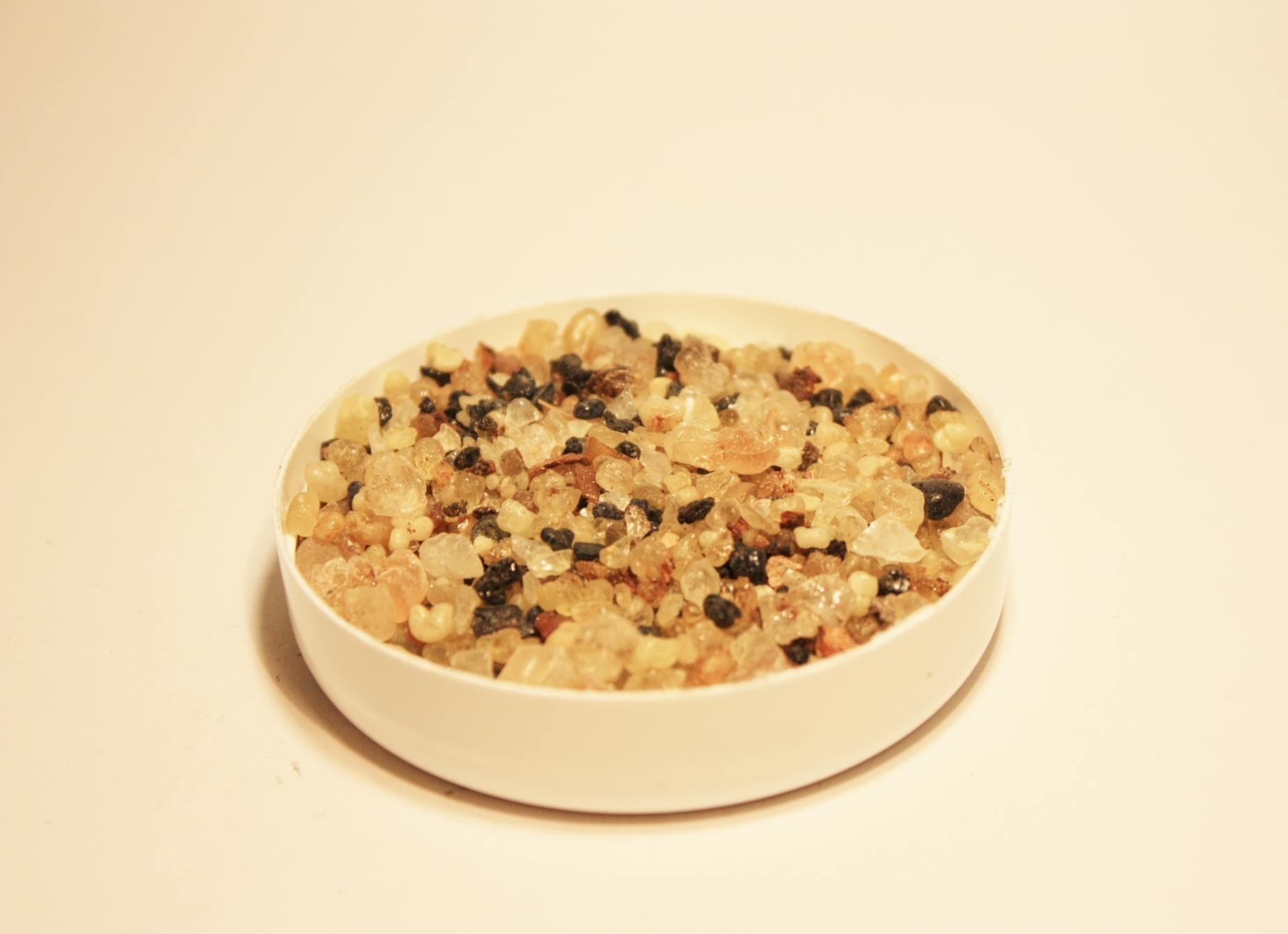
Ziarenka kadzidła z żywicy olibanum

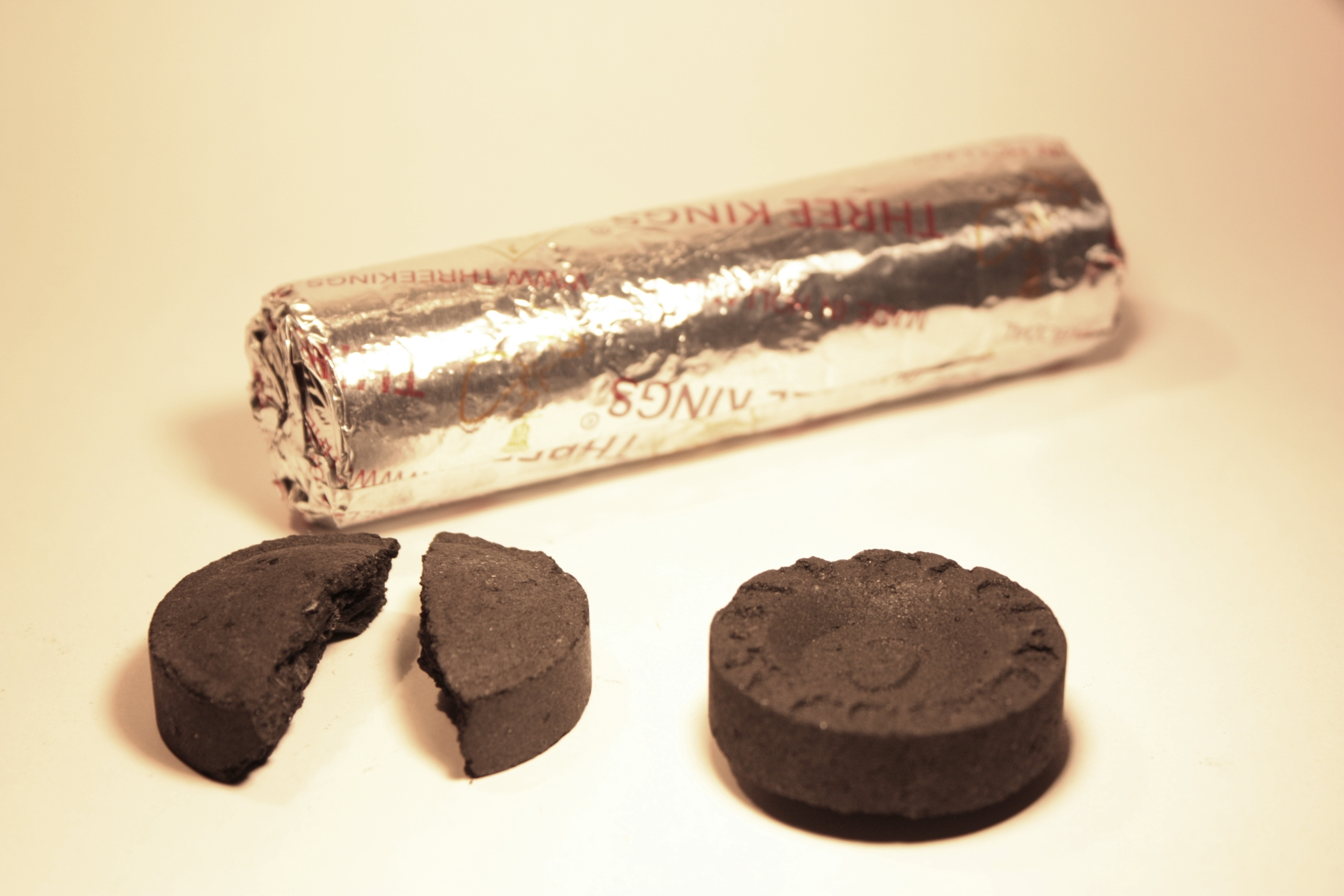
Węgielki

Trybularz lub kadzielnica (łac. turibulum lub thuribulum) – utensylium liturgiczne służące do okadzania w czasie obrzędów liturgicznych. Stanowi go metalowa szkatuła umocowana na łańcuszkach i zamykana przykrywką, w której umieszcza się metalowy koszyczek (kociołek) wypełniony rozżarzonymi bryłkami węgla drzewnego, na które sypie się ziarenka kadzidła. Substancje żywiczne i różne zioła zawarte w kadzidle pod wpływem temperatury wydzielają aromatyczną woń oraz dym. W liturgiach chrześcijańskich, zarówno rzymskiej jak i wschodnich trybularz używany jest do okadzeń: Najświętszego Sakramentu, celebransa, wiernych, ołtarza, darów ofiarnych, krzyża, ewangeliarza, paschału, relikwii świętych i obrazów Chrystusa i świętych wystawionych do publicznej czci. Dym w liturgii symbolizuje obecność Boga, a także wznoszące się ludzkie modlitwy do Boga.

## Trybularz w liturgii rzymskokatolickiej
Kadzidła używa się w następujących momentach:

### Podczas Mszy św.
1. podczas procesji wejścia,
2. po ucałowaniu ołtarza – okadzenie ołtarza i krzyża,
3. w czasie procesji przed Ewangelią i podczas jej głoszenia,
4. po złożeniu na ołtarzu chleba i kielicha – okadzenie darów, ołtarza, krzyża, celebransa, biskupa, który nie celebruje (jeśli jest), rządcę państwa oficjalnie obecnego na liturgii, koncelebransów i ludu,
5. podczas ukazania Hostii i kielicha po konsekracji.

Dodatkowo, we Mszy krzyżma św. kadzidła używa się także w procesyjnego wyjścia, gdy niesie się w niej pobłogosławione oleje. Oprócz tego trybularza używa się zwykle w czasie uroczystych procesji. 
Paschał okadza się przed proklamacją hymnu Exsultet - zaś nie czyni się tego nigdy indziej.
Przed okadzeniem i po jego wykonaniu oddaje się głęboki ukłon w stronę okadzanej osoby lub rzeczy, z wyjątkiem ołtarza i darów złożonych na ofiarę we Mszy świętej.
Trzema rzutami kadzielnicy okadza się Najświętszy Sakrament, relikwie świętego Krzyża i obrazy Chrystusa Pana wystawione do publicznej czci, dary złożone na ofiarę we Mszy świętej, krzyż ołtarzowy, ewangeliarz, paschał, biskupa lub prezbitera celebrującego, przedstawiciela władzy świeckiej, który urzędowo jest obecny podczas celebracji, lud i ciało zmarłego.
Dwoma rzutami kadzielnicy okadza się relikwie i obrazy świętych wystawione do publicznej czci.
Ołtarz okadza się pojedynczymi ruchami kadzielnicy w ten sposób:
- jeśli ołtarz jest odsunięty od ściany, okadza się go, obchodząc dokoła;
- jeśli ołtarz nie jest odsunięty od ściany, przechodząc wzdłuż niego, okadza się najpierw prawą, potem lewą stronę.

Jeśli krzyż jest na ołtarzu lub obok niego, okadza się go przed okadzeniem ołtarza. Natomiast jeżeli jest za ołtarzem, okadza się go, gdy się przed nim przechodzi.
Dary ofiarne okadza się przed okadzeniem krzyża i ołtarza. Można też wykonać okadzenie darów, wykonując nad nimi znak krzyża kadzielnicą.

### Podczas wystawienia Najświętszego Sakramentu w monstrancji
1. po wystawieniu,
2. po zakończeniu modlitw (litanii, różańca), przed błogosławieństwem (najczęściej w czasie śpiewu Przed tak wielkim Sakramentem).

Najświętszy Sakrament okadza się w postawie klęczącej.

### Podczas uroczystej Liturgii Godzin
- w Jutrzni i Nieszporach podczas śpiewu Pieśni z Ewangelii – okadzenie ołtarza, krzyża, celebransa i ludu,
- w Godzinie Czytań, gdy sprawuje się przedłużoną wigilię – w czasie procesji przed Ewangelią i podczas jej głoszenia.

### Podczas poświęcenia kościoła i ołtarza
Nie używa się trybularza podczas procesji wejścia i na Ewangelię. Po obrzędzie namaszczenia obok ołtarza lub na nim umieszcza się kociołek do spalenia kadzidła, albo na ołtarzu wysypuje się większą ilość kadzidła, do którego wtyka się świeczki, aby się łatwiej spaliło i wydało jaśniejszy płomień. Biskup wrzuca kadzidło do kociołka, albo stoczkiem podanym przez usługującego podpala przygotowane kadzidło, mówiąc: Niech nasza modlitwa wznosi się przed Tobą Panie, jak kadzidło. A jak ta świątynia napełnia się wonią kadzidła, tak niech Twój Kościół promieniuje świętością Chrystusa.
Następnie biskup nakłada kadzidło do kilku kadzielnic, którymi posługujący będą okadzali lud i nawę kościoła. Biskup zaś okadza ołtarz, jak w obrzędach Mszy św. Następnie wraca do krzesła, zostaje okadzony i siada.
Posługujący okadzają najpierw Lekcjonarz, jeżeli jest umieszczony na pulpicie. Następnie idąc wzdłuż kościoła okadzają lud i ściany kościoła.

### W obrzędach pogrzebowych
Podczas obrzędu ostatniego pożegnania, po pokropieniu, jeżeli to możliwe, kapłan nakłada kadzidło do kadzielnicy, po czym mówi: Twoje ciało było świątynią Ducha Świętego, niech Bóg przyjmie cię do swojej chwały i stojąc w miejscu trzykrotnie okadza trumnę.